# 泰國王位繼承
泰國王位继承规则以拉瑪六世於1924年11月11日實施的《1924年王位继承法》（1924 Palace Law of Succession）所规定的规则為基礎，和加上1974年的憲法修正案（容許國王的女性后裔繼承王位）、1997年及2007年憲法的王位继承部分修正。

## 继承顺序
由於有資格繼承王位的人眾多，这里按照当前君主及其前任君主，和他们有资格继承王位的「近親」：

### 拉瑪六世(1880-1925)的後代
拉瑪六世的血統已滅絕。

### 拉瑪七世(1893-1941)的後代
拉瑪七世的血統已滅絕。

### 宋卡親王(1892-1929)的後代

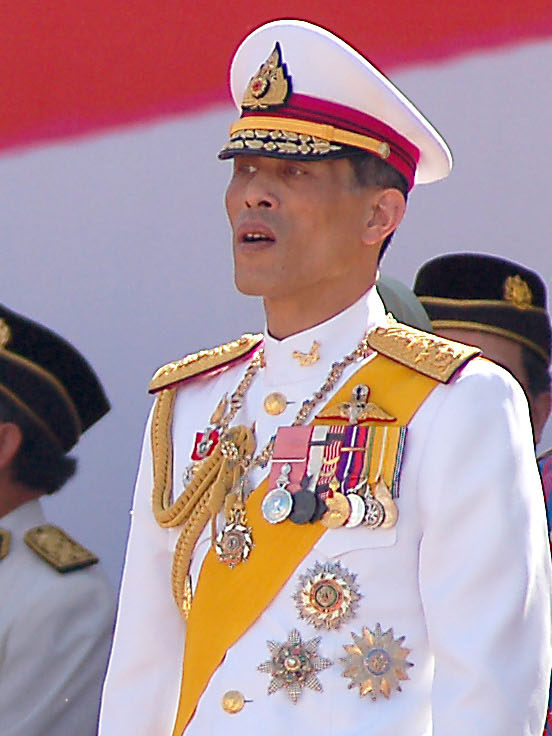
玛哈·哇集拉隆功(拉瑪十世)，現任泰王

- -  拉瑪八世（1925年–1946年）（前第二任）
  -  拉瑪九世（1927年–2016年）（前第一任）
    - 拉瑪十世（1952年生）
      - (1) 提帮功王子（2005年生）
      - (2) 帕差拉吉帝雅帕公主（1978年生）
      - (3) 希里萬納哇裡公主（1987年生）

    - (4) 詩琳通公主（1955年生）
    - (5) 朱拉蓬公主（1957年生）
      - (6) 西里帕朱搭蓬公主（1982年生）
      - (7) 阿提迪亞通吉迪坤公主（1984年生）